# Colibri de Delphine
Colibri delphinae
Espèce
Statut de conservation UICN

 LC  : Préoccupation mineure
Répartition géographique
Statut CITES
Le Colibri de Delphine (Colibri delphinae) est une espèce d’oiseaux de la famille des Trochilidae.
Son nom est dédié à Julie Delphine Nourry (1795-1883), une proche de la famille Lesson.

## Répartition
Son aire s'étend à travers l'Amérique centrale, les Andes boréales, Trinité, la Sierra Nevada de Santa Marta, la serranía de Perijá, la cordillère de la Costa (Venezuela), les tépuis et le plateau des Guyanes (aire éparse en Guyane) et la Chapada Diamantina.

## Habitat
Cet oiseau fréquente les forêts tropicales et subtropicales humides de montagne, les sites d'anciennes forêts fortement dégradées, les clairières et les lisières.

## Description
Cette espèce mesure 11 à 12 cm pour une masse de 6,8 g pour le mâle et 6,1 g pour la femelle. Elle possède un plumage plutôt brunâtre avec des joues violettes, une gorge vert vif, un croupion cannelle, tout comme l'extrémité de la queue surmonté d'une bande sombre, et un bec droit et assez court. Le colibri bat des ailes en forme de huit, cela sert à voler en-avant, en-arrière, en haut  ou en bas et de côté.

## Alimentation
Cet oiseau consomme le nectar de diverses fleurs.